# Блам (Тексас)
Блам (енгл. Blum) град је у америчкој савезној држави Тексас. По попису становништва из 2010. у њему је живело 444 становника.

## Демографија
Према попису становништва из 2010. у граду је живело 444 становника, што је 45 (11,3%) становника више него 2000. године.
| Група             | 2000.       | 2010.       |
| Белци             | 350 (87,7%) | 396 (89,2%) |
| Афроамериканци    | 2 (0,5%)    | 0 (0,0%)    |
| Азијати           | 0 (0,0%)    | 0 (0,0%)    |
| Хиспаноамериканци | 34 (8,5%)   | 43 (9,7%)   |
| Укупно            | 399         | 444         |